# Луцій Ветурій Філон
Луцій Ветурій Філон (лат. Lucius Veturius Philo; ? — після 202 до н. е.) — політичний, державний та військовий діяч Римської республіки, консул 206 року до н. е.

## Життєпис
Походив з патриціанського роду Ветуріїв. Син Луція Ветурія Філона, консула 220 року до н. е.
У 210 році до н. е. став курульним еділом, у 209 році до н. е. — претором перегріном (відповідальним за переміщення іноземців). Як пропретор керував провінцією Цізальпійська Галлія.
У 207 році до н. е. брав участь у битві при Метаврі проти військ Гасдрубала Барки. За дорученням консулів Гая Клавдія Нерона та Марка Лівія Салінатора повідомив (Квінтом Метеллом) сенат про перемогу й загибель Барки.
У 206 році до н. е. його обрано консулом разом з Квінтом Цецилієм Метеллом. Як провінцію отримав Брутій й завдання відвоювати міста у Ганнібала. Його вдалося відвоювати у карфагенян Луканію.
У 205 році до н. е. колишній колега по консульству Квінт Метелл, якого сенат призначив диктатором, зробив Луція Ветурія своїм заступником — начальником кінноти. В їх завдання входило проведення виборів консулів.
У 204 році до н. е. приєднався до військ консула Публія Корнелія Сципіона в Африці. Брав участь у низці битв, зокрема й вирішальній — при Замі у 202 році до н. е. Був відправлений з повідомленням до сенату про перемогу. Подальша доля невідома.